# (400067) 2006 SU127
(400067) 2006 SU127 es un asteroide perteneciente al cinturón de asteroides, descubierto el 17 de septiembre de 2006 por el equipo del Catalina Sky Survey desde el Catalina Sky Survey, Arizona, Estados Unidos.

## Designación y nombre
Designado provisionalmente como 2006 SU127.

## Características orbitales
2006 SU127 está situado a una distancia media del Sol de 2,580 ua, pudiendo alejarse hasta 2,793 ua y acercarse hasta 2,367 ua. Su excentricidad es 0,082 y la inclinación orbital 13,76 grados. Emplea 1514,36 días en completar una órbita alrededor del Sol.

## Características físicas
La magnitud absoluta de 2006 SU127 es 16,4.